# Jiang Yu
Jiang Yu (né en 1964) est un diplomate chinois qui est représentant spécial pour la coopération entre la Chine et les pays d'Europe centrale et d'Europe de l'Est au sein du ministère des Affaires étrangères de la République populaire de Chine. Elle a auparavant été porte-parole au sein du ministère et ambassadrice de Chine en Albanie (2015-2018) et en Roumanie (2019-2012).

## Biographie
Né en 1964 à Pékin, Jiang a obtenu une spécialisation en anglais à l'Université des Affaires étrangères de Chine en 1987. De 1987 à 1991, elle a travaillé au sein de la Beijing Personnel Service Corporation, chargée de fournir des services aux institutions étrangères en Chine. En 1991, elle rejoint le Département de l'Information du Ministère des Affaires étrangères où elle travaille comme collaboratrice et attachée. De 1992 à 1995, elle a été attachée et troisième secrétaire auprès de la mission chinoise auprès des Nations Unies,,.
De 1995 à 2002, elle a travaillé comme troisième secrétaire, directrice adjointe et directrice du Département de l'information du ministère des Affaires étrangères. En 2000, le Centre d'information des correspondants étrangers a été créé pour fournir des services pertinents aux journalistes en Chine, et Jiang a été nommé comme la première directrice de cette organisation. De 2002 à 2005, elle a été conseillère au sein du bureau du commissaire du ministère des Affaires étrangères à Hong Kong. En 2005, elle est nommée conseillère au sein de la Direction de l'Information du Ministère des Affaires étrangères,.
Début 2006, elle a été promue directrice générale adjointe du Département de l'information. Le 13 juin 2006, Jiang a assisté pour la première fois à une conférence de presse régulière en tant que porte-parole du ministère des Affaires étrangères. Au fil des années, elle s'est fait remarquer pour ses commentaires pointus. En avril 2008, à la suite des critiques de la réponse chinoise aux troubles tibétains de 2008 par le commentateur de CNN Jack Cafferty, Jiang a demandé à CNN de s'excuser en évoquant les « remarques vicieuses » faites « contre le peuple chinois ». En mars 2011, lors des manifestations pro-démocratie chinoises de 2011, concernant le traitement des journalistes opérant en Chine continentale à la suite d'un malaise social croissant concernant les libertés civiles restreintes, elle a déclaré : « Pourquoi certains journalistes ont-ils toujours des ennuis ? Je trouve cela étrange. » et que « les journalistes doivent vraiment respecter les lois et règlements »,,.
En avril 2012, elle a été nommée commissaire adjointe du Bureau du commissaire du ministère des Affaires étrangères à Hong Kong. En mars 2015, elle a été nommée ambassadrice de la République populaire de Chine en Albanie. Au cours de son mandat d'ambassadrice en Albanie, elle a supervisé les interactions entre les communautés d'affaires albanaises et chinoises. En mars 2019, Jiang a été nommée ambassadrice de la République populaire de Chine en Roumanie et le 16 avril 2019, elle a présenté ses lettres de créance au président roumain Klaus Iohannis. Au cours de son mandat, en mai 2020, le gouvernement roumain a annulé les négociations de la société nucléaire d'État Nuclearelectrica avec China General Nuclear Power Corporation pour construire les réacteurs nucléaires 3 et 4 de la centrale nucléaire de Cernavodă et en 2021, le parlement roumain a approuvé un projet de loi qui pourrait exclure l'entreprise de télécommunications chinoise Huawei d'avoir accès aux réseaux mobiles roumains 5G. En 2022, elle quitte son poste d'ambassadrice en Roumanie,,,,,,,.
En août 2022, elle a été nommée Représentante spéciale du ministère des Affaires étrangères pour la coopération entre la Chine et les pays d'Europe centrale et orientale.

## Sources et références
1. 1 2 3  « 外交部发言人姜瑜简历 », sur web.archive.org,‎ 17 mai 2012 (consulté le 3 mai 2024)
2. ↑  « Beijing Personnel Service Corporation for Diplomatic Missions », bds-cn.com (consulté le 14 janvier 2024)
3. 1 2 3  « CCTV International », sur www.cctv.com (consulté le 3 mai 2024)
4. ↑  Yardley, « China Demands CNN Apologize for Commentary », The New York Times, 16 avril 2008 (consulté le 15 janvier 2024)
5. ↑  Grammaticas, « Cracking down on the foreign press in China », BBC, 2 mars 2011 (consulté le 15 janvier 2024)
6. ↑  « Commissioner Song Zhe had discussions with officials at the Commissioner's Office in Macau », Office of the Commissioner of the Ministry of Foreign Affairs of the People's Republic of China in the Hong Kong Administrative Region, 18 juillet 2012 (consulté le 16 janvier 2024)
7. ↑  « President Xi appoints eight new ambassadors », China Daily, 20 mars 2015 (consulté le 16 janvier 2024)
8. ↑  « Albanian, Chinese businesses hold B2B meetings in Tirana eyeing stronger cooperation », China Daily, 25 novembre 2017 (consulté le 16 janvier 2024)
9. ↑  « The President of Romania, Mr. Klaus Iohannis, received Foreign Ambassadors on the occasion of the presentation of Credentials », President of Romania, 16 avril 2019 (consulté le 16 janvier 2024)
10. ↑  Necsutu, « Romania Cancels Deal With China to Build Nuclear Reactors », Balkan Insight, 27 mai 2020 (consulté le 17 janvier 2024)
11. ↑  Neagu, « Romanian adopts 5G law that could exclude Huawei », Euractiv, 8 juin 2021 (consulté le 17 janvier 2024)
12. ↑  « 国家主席习近平任免驻外大使 », People's Daily,‎ 9 juin 2022 (consulté le 17 janvier 2024)
13. ↑  Stec, « EU-China climate cooperation + China's new Special Representative for Central and Eastern Europe », Mercator Institute for China Studies, 15 septembre 2022 (consulté le 17 janvier 2024)